# Saare järv
Saare järv är en sjö i Estland.   Den ligger i landskapet Jõgevamaa, i den centrala delen av landet, 140 km sydost om huvudstaden Tallinn. Saare järv ligger 69 meter över havet.  I omgivningarna runt Saare järv växer i huvudsak blandskog.